# Dubbelt Mersennetal
Dubbelt Mersennetal är inom matematiken ett Mersennetal av formen
{\displaystyle M_{M_{p}}=2^{2^{p}-1}-1}
där p är en Mersenneprimtalsexponent.

## De första dubbla Mersennetalen
Talföljden av dubbla Mersennetal börjar med:
{\displaystyle M_{M_{2}}=M_{3}=7}
{\displaystyle M_{M_{3}}=M_{7}=127}
{\displaystyle M_{M_{5}}=M_{31}=2147483647}
{\displaystyle M_{M_{7}}=M_{127}=170141183460469231731687303715884105727}
(talföljd A077586 i OEIS)

## Dubbla Mersenneprimtal
Ett dubbelt Mersennetal som även är primtal kallas för dubbelt Mersenneprimtal. Eftersom ett Mersennetal Mp kan vara primtal om och endast om p är ett primtal (se artikeln Mersenneprimtal för ett bevis) kan ett Mersennetal {\displaystyle M_{M_{p}}} vara primtal om Mp i sig är ett Mersenneprimtal. De första värdena för p, för vilka Mp är ett primtal är p = 2, 3, 5, 7, 13, 17, 19, 31, 61, 89, 107, 127. Av dessa är {\displaystyle M_{M_{p}}} känt för att vara primtal för p = 2, 3, 5, 7. För p = 13, 17, 19, 31 har explicita faktorer funnits som visar att motsvarande dubbla Mersennetal är inte primtal. Således, den minsta kandidaten för nästa dubbla Mersenneprimtal är {\displaystyle M_{M_{61}}} eller 22305843009213693951 − 1. Cirka 1,695 × 10694127911065419641 är för stort för alla nu kända primtalstest. Talet har ingen primtalsfaktor lägre än 4 × 1033. Det finns förmodligen inga andra dubbla Mersenneprimtal än de fyra redan kända.

## Catalan–Mersennetal-förmodanden
Skriv {\displaystyle M(p)} istället för {\displaystyle M_{p}}. Ett specialfall av dubbla Mersennetal är den rekursivt definierade följden:
2, M(2), M(M(2)), M(M(M(2))), M(M(M(M(2)))), … (talföljd A007013 i OEIS)
som kallas Catalan–Mersennetal. Det sägs att Catalan kom med denna följd efter upptäckten av prima av M(127)=M(M(M(M(2)))) av Lucas år 1876. Catalan förmodade att de, upp till en viss gräns, är alla primtal.
Även om de fem första termerna (upp till {\displaystyle M(127)}) är primtal, kan inga kända metoder avgöra om något mer av dessa tal är primtal (i någon rimlig tid) bara för att talen i fråga är alltför stora, om inte prima av M(M(127)) motbevisas.

## Inom populärkulturen
I Futurama-filmen The Beast with a Billion Backs ses det dubbla Mersennetalet {\displaystyle M_{M_{7}}} i kort som "ett elementärt bevis på Goldbachs hypotes". I filmen kallas detta tal för ett "marsianprimtal" (engelska: martian prime).